# Fixkostenmanagement
Fixkostenmanagement bezeichnet die vorteilhafte Gestaltung von Fixkosten im Unternehmen. Als Fixkosten werden all jene Kosten bezeichnet, die unabhängig von der Beschäftigung (der Ausbringungsmenge, der Produktionsmenge) im Unternehmen anfallen. Voraussetzung ist also nicht, dass im Vorfeld die genaue Höhe der Kosten bekannt ist. Die Höhe von Fixkosten kann durchaus abhängig sein von bestimmten Verbrauchskomponenten (z. B. Stromverbrauch im Büro), sie muss von der marktfähigen Leistungsmenge (der sogenannten Beschäftigung) unabhängig sein.
Unternehmen betreiben Fixkostenmanagement, um eine Erhöhung der Fixkostentransparenz sowie die vorteilhafte Gestaltung des Fixkostenblocks zu erreichen. Um diese Ziele erreichen zu können, wird eine differenzierte Kostenrechnung benötigt, die folgende Informationen bereitstellt:
- Welche Verträge, aus denen Fixkosten resultieren, ist das Unternehmen eingegangen?
- Welche Bindungsdauern bestehen bei den Verträgen und wie ist deren zeitliche Lage zum Kalenderjahr?
- Welche Kündigungsfristen und Kündigungszeitpunkte sind einzuhalten?
- Welche Bindungsintervalle gelten, wenn die Kündigungstermine verstrichen sind?
- Welche Restbindungsdauern von Verträgen bestehen?
- Gibt es Eigentumspotenziale (meist in Form von Anlagevermögen), aus denen Fixkosten resultieren?
- Welche Nutzungsdauern  bestehen bei diesen Eigentumspotenzialen?

Auf Basis dieser Informationen sind dann Methoden zu nutzen, mit denen überprüft werden kann, ob die Abbaufähigkeit der Fixkosten gegeben ist bzw. ob eine Flexibilisierung von Fixkosten möglich ist.